# Шолоховское водохранилище
Шолоховское водохранилище (укр. Шолоховське водосховище) — водохранилище в нижнем течении реки Базавлук. Расположено в Днепропетровской области Украины, на территории Криворожского и Никопольского районов.

## География
Заполнено в 1959 году, имеет сезонное регулирование стоков. Протяжённость береговой линии — 49 км. Длина составляет 17,2 км, средняя ширина — 0,8 км, максимальная — до 2 км. Площадь водной поверхности — 13,5 км². Средняя глубина хранилища — 7 м, максимальная — 26 м. Полный объём воды составляет 97 млн м³, объём полезных вод — 92 м³. Минерализация воды (по данным 1992 года) 884—2330 мг/дм³.

## Флора и фауна
В водохранилище водятся тюлька, щука, плотва, язь, красноперка, лещ и другие рыбы. Постепенно зарастает. Летом наблюдается «цветение» воды. Вода в водохранилище загрязняется органическими веществами, нефтепродуктами, соединениями азота.

## Использование
Используется для орошения, технического и питьевого снабжения. Дамба расположена у северо-западной окраины села Шолохово. Береговая линия — рекреационная зона.